# 克爾默楚尤鄉
43°58′N 24°52′E / 43.967°N 24.867°E
克爾默楚尤鄉（羅馬尼亞語：Comuna Călmățuiu, Teleorman），是羅馬尼亞的鄉份，位於該國南部，由特列奧爾曼縣負責管轄，面積76平方公里，海拔高度74米，2007年人口2,320，人口密度每平方公里31人。